# M31 ULX-1
M31 ULX-1 (CXOM31 J004253.1+411422) – czarna dziura o masie gwiazdowej położona w Galaktyce Andromedy (M31).
Odkrycia nowego zmiennego źródła rentgenowskiego dokonano w 2009 przy użyciu teleskopów Chandra i Swift. Było to pierwsze ultraintensywne źródło rentgenowskie (ULX) odkryte w M31 i jako takie otrzymało oznaczenie M31 ULX-1.
W momencie jego odkrycia dokładna natura obiektu nie była znana, podobnie jak w przypadku innych obiektów ULX podejrzewano, że może być to tzw. czarna dziura o masie pośredniej. Dodatkowe obserwacje dokonane przy pomocy teleskopów Chandra i XMM-Newton pozwoliły ustalić, że obiekt jest jednak bardzo aktywną czarną dziurą o masie gwiazdowej (o masie wynoszącej przynajmniej 13 M☉), a nie bardziej „egzotyczną” czarną dziurą o masie pośredniej.